# Juul Ellerman
Juul Ellerman (Dordrecht, 7 de outubro de 1965) é um ex-futebolista holandês, que atuava como atacante,[carece de fontes?] e por vezes, como centroavante.

## Carreira
Ellerman começou sua carreira profissional no Sparta e se transferiu para o PSV Eindhoven em 1988. Ele se destacou na vitória de 5-1 diante do Steaua Bucaresti em 1989 pela Taça dos Clubes Campeões Europeus de 1989–90, competição na qual o Steaua havia sido vice-campeão no ano anterior. Ellerman também é reconhecido por ser o primeiro atleta a marcar um hat-trick na Liga dos Campeões, tendo feito três gols em 16 de setembro de 1992 na vitória por 6-0 diante do Žalgiris Vilnius. Em 1994, ele foi transferido para o FC Twente, onde sofreu uma séria lesão no joelho. Em 1997, se transferiu para o Nijmegen após o treinador do Twente Hans Meyer ter falado que não precisava mais dos serviços do atleta. Encerrou sua carreira em 2002 jogando pelo Helmond Sport.
Pela Seleção Neerlandesa de Futebol, Ellerman fez a sua estreia na seleção principal em janeiro de 1989 em um jogo amistoso diante da Seleção Israelense de Futebol. Ele disputou um total de cinco jogos, sem marcar gols. Seu último jogo foi diante da Polônia em um amistoso em 1991.

## Títulos
PSV
- Eredivisie: 1988–89, 1990–91, 1991–92
- Copa dos Países Baixos: 1988–89, 1989–90
- Supercopa dos Países Baixos: 1992